# Olimpia Sipak-Szmigiel
Olimpia Krystyna Sipak-Szmigiel – polska ginekolog, dr hab. nauk medycznych, profesor uczelni i kierownik Zakładu Położnictwa i Patologii Ciąży Wydziału Nauk o Zdrowiu Pomorskiego Uniwersytetu Medycznego w Szczecinie.

## Życiorys
Studiowała w Pomorskiej Akademii Medycznej w Szczecinie, 8 czerwca 1993 obroniła pracę doktorską Wpływ trapidilu na ciśnienie tętnicze krwi, na reakcję presyjną na angiotensynę II i na stężenie prostacykliny i tromboksanu w osoczu krwi u ciężarnych i nieciężarnych królic, 16 czerwca 2009 habilitowała się na podstawie pracy zatytułowanej Rola antygenów HLA-G i sHLA-G w ciąży wysokiego ryzyka.
Została zatrudniona na stanowisku adiunkta w Katedrze Położnictwa i Ginekologii na Wydziale Lekarskim Pomorskiego Uniwersytetu Medycznego w Szczecinie.
Jest profesorem uczelni i kierownikiem w Zakładzie Położnictwa i Patologii Ciąży na Wydziale Nauk o Zdrowiu Pomorskiego Uniwersytetu Medycznego w Szczecinie, a także członkiem Rady Dyscypliny Naukowej - Nauk o Zdrowiu Pomorskiego Uniwersytetu Medycznego w Szczecinie.